# Roberts (récompenses de cinéma)
Pour les articles homonymes, voir Roberts.
Les Roberts (en danois : Robert prisen, « Prix Robert ») sont des récompenses de cinéma danoises décernées par la Danish Film Academy (en) depuis 1984.
Ils sont les équivalents danois des Oscars américains ou des César français. Comme ces derniers, ils doivent leur nom à celui du créateur de la statuette du prix, le sculpteur danois Robert Jacobsen.

## Catégories de récompense

### Cinéma
- Robert du meilleur film danois (Årets danske spillefilm)
- Robert du meilleur réalisateur (Årets instruktør)
- Robert du meilleur acteur (Årets mandlige hovedrolle)
- Robert de la meilleure actrice (Årets kvindelige hovedrolle)
- Robert du meilleur film de famille ou pour enfants (Årets børne- og familiefilm)
- Robert du meilleur acteur dans un second rôle (Årets mandlige birolle)
- Robert de la meilleure actrice dans un second rôle (Årets kvindelige birolle)
- Robert du meilleur scénario original (en) (Årets originalmanuskript)
- Robert des meilleurs décors (en) (Årets scenograf)
- Robert des meilleurs costumes (en) (Årets kostumier)
- Robert des meilleurs maquillages (en) (Årets sminkør)
- Robert de la meilleure photographie (en) (Årets fotograf)
- Robert du meilleur montage (en) (Årets klipper)
- Robert de la meilleure chanson originale (en) (Årets sang)
- Robert de la meilleure musique de film (Årets musik)
- Robert du meilleur son (Årets lyd)
- Robert des meilleurs effets visuels (en) (Årets Special Effects / lys)
- Robert du meilleur film américain (en) (Årets amerikanske film)
- Robert du meilleur film non-américain (en) (Årets ikke-amerikanske film)
- Robert du meilleur film documentaire (en) (Årets lange dokumentarfilm)
- Robert du meilleur court métrage de fiction ou d'animation (en) (Årets korte fiktion/animation)
- Robert du meilleur court métrage documentaire (en) (Årets korte dokumentarfilm)

### Télévision
- Robert de la meilleure série télévisée danoise (en) (Årets danske tv-serie)
- Robert du meilleur réalisateur (Årets instruktør)
- Robert du meilleur acteur dans une série télévisée (en) (Årets mandlige hovedrolle – tv-serie)
- Robert de la meilleure actrice dans une série télévisée (en) (Årets kvindelige hovedrolle – tv-serie)
- Robert du meilleur acteur dans un second rôle dans une série télévisée (en) (Årets mandlige birolle – tv-serie)
- Robert de la meilleure actrice dans un second rôle dans une série télévisée (en) (Årets kvindelige birolle – tv-serie)

### Récompense spéciale
- Robert d'honneur (en) (Æres-Robert)

### Anciennes récompenses
- Robert du prix du public (en) (Publikumsprisen)
- Robert du meilleur court métrage (Årets novellefilm)

## Palmarès 1998

### Meilleur film étranger
- The Full Monty - Le Grand Jeu (The Full Monty) •  États-Unis  Royaume-Uni

## Palmarès 2003

### Meilleur film américain
- Photo Obsession (One Hour Photo)

## Palmarès 2012

### Meilleur film américain
- Les Aventures de Tintin : Le Secret de La Licorne (The Adventures of Tintin : The Secret of the Unicorn)